# Ньюпорт (округ, Род-Айленд)
Шаблон:StateAbbr_ 41°32′31″ пн. ш. 71°16′33″ зх. д. / 41.541954° пн. ш. 71.275848° зх. д.
Нью́порт (англ. Newport County) — округ (графство) у штаті Род-Айленд, США. Ідентифікатор округу 44005.

## Населені пункти
До складу округу входять 1 місто (сіті) та 5 містечок (таун).
Міста
| Місто   | Населення, осіб | Рік  |
| ------- | --------------- | ---- |
| Ньюпорт | 24672           | 2010 |

Містечка
| Містечко      | Населення, осіб | Рік  |
| ------------- | --------------- | ---- |
| Джеймстаун    | 5405            | 2010 |
| Літтл-Комптон | 3492            | 2010 |
| Міддлтаун     | 16150           | 2010 |
| Портсмут      | 17389           | 2010 |
| Тівертон      | 15780           | 2010 |

## Історія
Округ утворений 1703 року.

## Демографія
За даними перепису 2000 року
загальне населення округу становило 85 433 осіб, зокрема міського населення було 76 032, а сільського — 9 401.
Серед мешканців округу чоловіків було 41 540, а жінок — 43 893. В окрузі було 35 228 домогосподарств, 22 232 родин, які мешкали в 39 561 будинку.
Середній розмір родини становив 2,95.
Віковий розподіл населення поданий у таблиці:
| Стать    | До 15 років | 15-21 | 22-29 | 30-39 | 40-49 | 50-65 | 65-85 | Понад 85 |
| -------- | ----------- | ----- | ----- | ----- | ----- | ----- | ----- | -------- |
| Чоловіки | 8317        | 3723  | 3920  | 6639  | 6688  | 7231  | 4598  | 424      |
| Жінки    | 7866        | 3702  | 3754  | 6843  | 7073  | 7396  | 6044  | 1215     |

## Суміжні округи
- Бристоль — північ
- Бристоль, Массачусетс — схід
- Вашингтон — захід